# Општина Унгураш (Клуж)
Унгураш (рум. Unguraş) општина је у Румунији у округу Клуж.
Oпштина се налази на надморској висини од 310 m.